# 国鉄モハユニ44形電車
モハユニ44形は、かつて日本国有鉄道（国鉄）およびその前身である鉄道省等に在籍した電車である。
横須賀線向けに製作された片運転台で車体長20m級の三等郵便荷物合造電動車に与えられた形式で、オリジナルは42系に属するが、後に51系に属する車両が、1953年（昭和28年）6月1日に施行された称号規程改正により、編入された。
1. 44001 - 44005 : 1934年（昭和9年）に製作された基本形。詳細は、国鉄42系電車#モハユニ44形を参照。
2. 44100 : 1943年（昭和18年）に製造された51系に属するモハユニ61形で、1953年の称号規程改正により、電装された1両のみが編入された。詳細は国鉄51系電車#モハユニ61形を参照。

1959年（昭和34年）6月1日に施行された称号規程改正により、モハユニ44形はクモハユニ44形に改称された。同年12月に行なわれた番号整理により、旧モハユニ44形のグループは普通屋根車（44000）と低屋根車（44800 - 44802）に区分された。44000は、1968年（昭和43年）に追加改造で低屋根化された。詳細は、国鉄42系電車#クモハユニ44形（800番台）を参照。
44100は、1961年（昭和36年）に運転台を増設してクモハユニ64形に改められている。詳細は国鉄51系電車#クモハユニ44100をクモハユニ64000へ改造を参照。